# Còdec
Un còdec (de l'anglès coder/decoder, és a dir codificador/descodificador) és un esquema que regula una sèrie de transformacions en un senyal o informació. Els còdecs tant poden transformar un senyal a una forma codificada (usada per la transmissió o encriptació) com fer-ho al revés, donar el senyal adequat per a la seva visualització o edició (no necessàriament la forma original) a partir de la forma codificada.
Els còdecs són utilitzats en arxius multimèdia per comprimir àudio, imatges o vídeo, ja que la forma original d'aquest tipus de dades és massa gran per processar-lo i ser transmès pels sistemes de comunicació dels que es disposen avui dia. També s'utilitza en la compressió de dades per tal d'obtenir una mida de fitxer més petita.
No s'ha de confondre el còdec amb el format d'arxiu, ja que aquests poden contenir diferent informació codificada amb diversos còdecs. Un exemple d'això pot ser que un arxiu avi pot contenir vídeos codificats amb els còdecs DivX o Xvid i també tenir codificat l'àudio en Ogg o Mp3.
Podem dividir els codificadors en còdec amb pèrdues i còdec sense pèrdues, depenent si la informació que es recupera coincideix exactament amb l'original.

## Tipus de còdecs
Bàsicament hi ha dos tipus de còdecs, segons pel que han estat dissenyats.
Per una banda hi ha els còdecs sense pèrdues (en anglè], lossless) caracteritzats per ser esquemes reversibles, és a dir, que les dades originals poden ser reconstruïdes. Aquests còdecs són usats quan mantenir la qualitat és essencial. La compressió sense pèrdues no pot garantir un grau concret de compressió per qualsevol informació a reduir, ja que aquesta pot estar prou «empaquetada».
L'altre tipus de còdecs són anomenats còdecs amb pèrdues (en anglès, lossy) i es basen a descartar informació menys important o menys rellevant, per tant són esquemes irreversibles. Són utilitzats quan es necessita un grau de compressió més elevat. Amb aquest mètode, la informació comprimida pot ser diferent a l'original, però és "semblant" i encara reuneix els requeriments mínims perquè sigui útil en determinades aplicacions.